# Aleksandrs Jurkjans
Aleksandrs Jurkjans (1º settembre 1995) è un lottatore lettone, specializzato nella lotta greco-romana. Ha vinto la medaglia di bronzo agli europei di Varsavia 2021 e ai campionati nordici di Panevėžys 2017.

## Palmarès
| Anno | Manifestazione     | Sede       | Evento | Risultato | Note |
| ---- | ------------------ | ---------- | ------ | --------- | ---- |
| 2016 | Europei            | Riga       | 59 kg  | 13º       |      |
| 2016 | Campionati nordici | Tallinn    | 66 kg  | 5º        |      |
| 2017 | Europei            | Novi Sad   | 66 kg  | 7º        |      |
| 2017 | Campionati nordici | Panevėžys  | 66 kg  | Bronzo    |      |
| 2017 | Mondiali           | Parigi     | 66 kg  | 25º       |      |
| 2018 | Europei            | Kaspijsk   | 67 kg  | 18º       |      |
| 2018 | Mondiali           | Budapest   | 67 kg  | 27º       |      |
| 2019 | Europei            | Bucarest   | 67 kg  | 16º       |      |
| 2019 | Mondiali           | Nur-Sultan | 67 kg  | 37º       |      |
| 2020 | Europei            | Roma       | 67 kg  | 12º       |      |
| 2021 | Europei            | Varsavia   | 63 kg  | Bronzo    |      |